# Odalengo Grande
Odalengo Grande és un municipi situat al territori de la província d'Alessandria, a la regió del Piemont (Itàlia).
Limita amb els municipis de Cerrina Monferrato, Murisengo, Odalengo Piccolo, Robella, Verrua Savoia, Villadeati i Villamiroglio.
Pertanyen al municipi les frazioni de Sant'Antonio, Cicengo, Vallestura, Torre San Quilico, Frostolo i Casaleggio.